# X-Men vs. Street Fighter
X-Men vs. Street Fighter (エックスメン VS. ストリートファイター, Ekkusu Men bāsasu Sutorīto Faitā) est un jeu de combat développé et édité par Capcom en septembre 1996 sur CP System II,. Il s'agit du troisième jeu de Capcom à présenter des personnages provenant de l'univers Marvel Comics, juste après X-Men: Children of the Atom et Marvel Super Heroes. Le titre est d'abord publié sur borne d'arcade via le système CP System II en 1996, puis porté en 1997 sur Sega Saturn et en 1998 sur PlayStation.

## Versions
X-Men vs. Street Fighter sort tout d'abord sur borne d'arcade via CP System II au Japon le 25 septembre 1996. Une année plus tard, Capcom porte le jeu sur Sega Saturn, le soft nécessite une cartouche de 4MB pour pouvoir le faire tourner correctement,. X-Men vs. Street Fighter est publié officiellement et uniquement au Japon sur la console de Sega le 27 novembre 1997. 
Une version européenne du jeu sur Sega Saturn accompagnée de la cartouche était à l'origine prévue mais le projet fut finalement abandonné. La cartouche 4MB de X-Men vs. Street Fighter est par ailleurs prévue par Capcom pour faire fonctionner deux autres de leurs titres : Vampire Savior: The Lord of Vampire et Marvel Super Heroes vs. Street Fighter.

## Système de jeu
Similaire aux jeux de la série Street Fighter de Capcom, X-Men vs. Street Fighter est un jeu de combat en 2D dans lequel le joueur contrôle un personnage où il affronte un adversaire, contrôlé soit par l'ordinateur soit par un humain. Les combats se déroulent par équipe de deux personnages. Contrairement aux jeux de combat classiques, les combats de X-Men vs. Street Fighter ne se déroulent qu'en un seul round, mais le joueur doit vaincre les deux personnages pour remporter le combat. Si le temps est écoulé, alors le joueur qui est déclaré vainqueur est celui qui possède le plus de points de vie. Le joueur ne contrôle qu'un seul personnage à la fois, le deuxième personnage est hors de l'écran tant que le premier combat.

## Personnages
| X-Men          | Street Fighter |
| -------------- | -------------- |
| Apocalypse     | Akuma          |
| Cyclope        | Cammy          |
| Gambit         | Charlie        |
| Le Fléau       | Chun-Li        |
| Magneto        | Dhalsim        |
| Malicia        | Ken Masters    |
| Dents-de-sabre | M. Bison       |
| Tornade        | Ryu            |
| Serval         | Zangief        |

## Portages
- PlayStation : 1997
- Saturn : 1998
- PC (Windows) : 2002